# Guillaume Ier de Forez
Pour les articles homonymes, voir Guillaume Ier.
Guillaume Ier dit l'Ancien, comte de Lyon et de Forez (?-1097).

## Biographie
Guillaume est identifié dans les sources comme le fils d'Artaud IV de Lyon, et de Raymonde.
En 1092, il fonde le prieuré de Sury-le-Comtal dépendant de l'île Barbe.
Le 10 décembre 1096, il remet l'église Saint-Julien de Moingt, qu'il tenait de l'église Saint-Etienne de Lyon, à l'archevêque de Lyon Hugues de Die avant son départ pour la croisade en 1096,.
Guillaume de Tyr le cite parmi les nobles qui se joignirent à la croisade aux côtés du comte Robert Ier de Flandre. Il combat aux côtés de Raymond de Saint-Gilles. Albert d'Aix le nomme parmi ceux qui prirent part au siège de Nicée (1097) et il signale sa mort lors de ce même siège.

## Famille
On ignore sur quel fondement on lui a traditionnellement attribué comme épouse Wandalmonde de Beaujeu, les sources n'en témoignent aucunement. Ces dernières attestent en revanche qu'il eut 2 fils :
- Guillaume II dit le Jeune[9],[10]. Il serait devenu moine chartreux[11]. La tradition rapporte qu'il aurait été assassiné par le vicomte Joserand de Lavieu[12] ;
- Eustache[13],[14].

## La succession du Forez
Le fait que Guillaume se joigne au comte Robert Ier de Flandre lors de son départ en croisade peut être mis en rapport avec la présence des "armoiries au lion pleines" identifiées par de La Mure dans la sépultures des comtes à l'église Saint-Irénée de Lyon et qu'Auguste Bernard interpréta comme des armoiries "parlantes" de Lyon.
La présence du prénom "Eustache" jusqu'alors inconnu dans la lignée des comtes de Lyon et de Forez et la mention surprenante de Guigues de Guînes comme comte de Forez vers 1105-1115, sont autant d'éléments qui restent aujourd'hui inexpliqués mais qui semble attester de liens familiaux étroits entre les maisons de Flandres et de Forez.
|  | Le blason de la maison de Beaujeu ou le lambel à cinq pendants pourrait correspondre à une brisure ajoutée sur le blason du comté de Flandre à l'époque de Guichard IV de Beaujeu dit « le Grand » et de Sibylle de Hainaut,. |

Avec la disparition des héritiers mâles, le comté de Lyon et de Forez échoit au fils de Guigues-Raymond d'Albon par son mariage avec la sœur de Guillaume : Ita-Raymonde. 
Le Forez passe ainsi à la maison d'Albon.